# Petr Čermák (1963)
Petr Čermák (* 3. května 1963, Kutná Hora) je bývalý český fotbalista.

## Fotbalová kariéra
V československé a české lize hrál za Slavii Praha, RH Cheb, SK Dynamo České Budějovice a FK Švarc Benešov. V československé a české lize nastoupil v 60 utkáních a dal 5 gólů.

## Ligová bilance
| Ročník                                   | Zápasy | Góly | Klub                       |
| ---------------------------------------- | ------ | ---- | -------------------------- |
| 1. československá fotbalová liga 1981/82 | 13     | 2    | Slavia Praha               |
| 1. československá fotbalová liga 1982/83 | 3      | 0    | RH Cheb                    |
| 1. československá fotbalová liga 1984/85 | 4      | 0    | Slavia Praha               |
| 1. československá fotbalová liga 1986/87 | 25     | 3    | SK Dynamo České Budějovice |
| 1. česká fotbalová liga 1994/95          | 15     | 0    | FK Švarc Benešov           |
| CELKEM                                   | 60     | 5    |                            |